# 949
949 (CMXLIX) var ett normalår som började en måndag i den julianska kalendern.

## Händelser

### Okänt datum
- De japanska krigarmunkarna Sohei (Yamabushi) omnämns första gången.

## Födda
- Ranna, indisk poet.

## Avlidna
- Imad Al-Daulah, en av grundarna av Bujiddynastin i Persien.